# Fred Akuffo
General pukovnik Frederick William Kwasi Akuffo (Akropong, 21. ožujka 1937. – Accra, 26. lipnja 1979.), ganski vojnik i političar. 7. državni poglavar Gane.
Rodio se u mjestu Akropong, istok Gane. Osnovnu školu je završio u rodnom mjestu, a kasnije je nastavio, srednju školu završivši 1955. godine. Nakon toga se prijavljuje u gansku vojsku, usavršavavši se na raznim prestižnim vojnim institucijama, u domovini, ali i inozemstvu. Penjao se u hijerarhiji, konačno stekavši čin general pukovnika.
Bio je oženjen s Emily, ali nije imao djece.
Stekavši veliki ugled, imenovan je članom Vrhovnog vojnog vijeća, tj. vojnog režima koji je tada vladao Ganom.
5. srpnja 1978. izvršio je puč unutar palače, svrgnuvši tada vladajućeg generala Acheamponga.
Iako je kratko bio na vlasti, proveo je mnoge reforme.
Konačno je 4. lipnja 1979. izvršen novi puč, na vlast se popeo Jerry Rawlings. Fred Akuffo je uhićen, zatvoren, a na kraju i pogubljen. Imao je samo 42 godine.